# Leicești, Argeș
Leicești este un sat în comuna Coșești din județul Argeș, Muntenia, România.